# Campionati mondiali giovanili di nuoto sincronizzato 1995
I IV Campionati mondiali giovanili di nuoto sincronizzato si sono svolti in Germania dal 20 al 23 luglio 1995. Le sedi di gara sono state a Bonn.

## Medagliere
| Posiz. | Nazione     | Oro | Argento | Bronzo | Totale |
| ------ | ----------- | --- | ------- | ------ | ------ |
| 1      | Russia      | 2   | 0       | 1      | 3      |
| 2      | Canada      | 1   | 0       | 1      | 2      |
| 3      | Giappone    | 0   | 2       | 0      | 2      |
| 4      | Francia     | 0   | 1       | 0      | 1      |
| 5      | Stati Uniti | 0   | 0       | 1      | 1      |
| Totale | Totale      | 3   | 3       | 3      | 9      |

## Risultati
| Evento       | Oro              | Argento         | Bronzo         |
| Stile libero |                  |                 |                |
| Singolo      | Ol'ga Brusnikina | Virginie Dedieu | Estella Warren |
| Duo          | Russia           | Giappone        | Stati Uniti    |
| Squadra      | Canada           | Giappone        | Russia         |